# Pittosporum gayanum
Pittosporum gayanum är en tvåhjärtbladig växtart som beskrevs av Joseph Rock. Pittosporum gayanum ingår i släktet Pittosporum och familjen Pittosporaceae. Inga underarter finns listade.